# Sleipner (passagerarfartyg)
Sleipner var ett passagerarfartyg på Göta Kanal. Hon levererades 1833 från Hammarstens varv i Norrköping till ångbåtsbolaget Stockholm–Göteborg i Stockholm.
Enligt notering i Motala Verkstads förteckning över levererade produkter levererades båten till ett ”bolag i Östergötland”.
Fartyget var utrustat med en tvåcylindrig balansångmaskin, maskin nr 6, om 40 nom hk tillverkad vid Motala Verkstad i Motala.

## Historik[2]
- 1833 Fartyget levererades till ångbåtsbolaget Stockholm–Göteborg. Det sattes i trafik på traden Sjötorp–Vänersborg för bogsering av fartyg.[3]
- 1834 September. Fartyget gjorde med utgångspunkt från Motala lustresor på Vättern och sannolikt även på Göta kanal.

Fartyget byggdes om i Stockholm.
- 1835 juli. Sleipner bogserade den kungliga jakten Esplendian på Göta kanal. Kronprins Oscar, senare kung Oscar I, och hans gemål Josefina av Leuchtenberg reste med Esplendian från Stockholm till Medevi brunn. Resan fortsatte till Göteborg och Kristiania (Oslo). Under återresan anslöt Josefinas bror Maximilian av Leuchtenberg till sällskapet i Karlsborg för att resa med till Söderköping.
- 1837Fartyget döptes om till Thor och sattes i trafik på traden Uppsala–Stockholm.
- 1839 Fartyget trafikerade traden Stockholm–Göteborg.
- 1840 Fartyget döptes om till Wermland och sattes i kanaltrafik mellan Stockholm och Göteborg med anlöpande av Karlstad.
- 1855 Fartyget såldes till ett rederi i Göteborg. Det döptes om till Idog och sattes i trafik på traden Göteborg–Vänersborg.